# Hemolisina

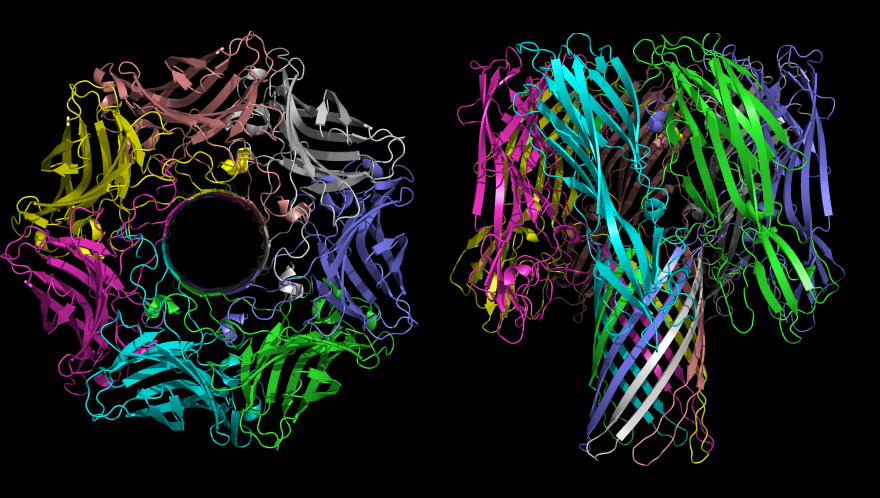
Toxina alfa do Staphylococcus aureus, proveniente do S. aureus

Hemolisinas são exotoxinas produzidas por bactérias que provocam lise dos eritrócitos in vitro. Visualização da hemólise em eritrócitos em placas de agar facilita a categorização de algumas bactérias patogénicas como Streptococcus.  
Apesar de a actividade lítica de algumas hemolisinas em eritrócitos poderem ser importantes para aquisição de nutrientes ou para causar certas condições como a anemia, muitos agentes patogénicos produtores de hemolisina não causam lise significante de eritrócitos durante a infecção. Apesar de as hemolisinas serem capazes de provocarem lise em eritrócitos in vitro, a habilidade das hemolisinas em alvejar outras células, incluindo linfócitos, muitas vezes é a razão das hemolisinas no hospedeiro.